# Peter Keuschnig
Peter Keuschnig (geboren am 19. März 1940 in Wien) ist ein österreichischer Dirigent und Gründer mehrerer Orchester, die sich der zeitgenössischen Musik widmen.

## Leben und Werk
Peter Keuschnig studierte Klavier und Schlagzeug am Konservatorium der Stadt Wien, Musikpädagogik an der damaligen Staatsakademie für Musik und darstellende Kunst sowie Musikwissenschaft, Germanistik an der Universität Wien. 1962 schloss er die Lehramtsprüfung ab, 1968 seine Dissertation. Unterricht im Dirigieren nahm er bei Ferenc Fricsay, Herbert von Karajan und Bruno Maderna.
Keuschnig gründete eine Reihe von Klangkörpern:
- das Ensemble Kontrapunkte (1965), bestehend aus Mitgliedern führender Orchester Wiens, dessen Repertoire von Wiener Klassik bis zur Avantgarde reicht,
- das Ensemble Carme (Anfang der 1980er Jahre) mit Musikern von Scala und RAI,
- das Ensemble Neue Reihe (1988), bestehend aus Mitgliedern der Berliner Philharmoniker.

Mit dem Ensemble Kontrapunkte bestreitet er seit 1974 einen Abonnementzyklus mit Musik der Gegenwart für die Gesellschaft der Musikfreunde in Wien. Gastspiele fanden in Europa, den USA und in Japan statt. „Die Zielsetzung des Ensembles Kontrapunkte war, dem Wiener Publikum die Vielfältigkeit moderner und zeitgenössischer Musik nahezubringen. Anfangs versuchten wir das mit Mischprogrammen, mit dem Musikvereins-Zyklus entstand dann eine Verlagerung auf Impressionismus und Avantgarde.“ 1983 präsentierte der Klangkörper eine große Gesamtschau des zeitgenössischen Musikschaffens Österreichs in New York. 1987 nahm das Orchester an der Europalia in Belgien teil, 1993 beim Internationalen Festival für Neue Musik in Istanbul. Im Jahr 2015 feierte das Ensemble sein 50-jähriges Bestehen.
Von 1984 bis 1994 war Keuschnig musikalischer Leiter des Theater des Westens in Berlin. Dort dirigierte er unter anderem Gershwins Porgy and Bess, mehrere  Opern von Kurt Weill und die Lulu von Alban Berg. Er konzertierte mit führenden Orchestern in Europa, Japan und Amerika – beispielsweise dirigierte er die Wiener Symphoniker, das Radio-Symphonieorchester Wien oder das Ensemble die reihe. Er gastierte an Opernhäusern von Wien, Salzburg und Berlin sowie bei verschiedenen Festivals. Zum 90. Geburtstag Ernst Kreneks dirigierte er dessen Oper Kehraus um St. Stephan als Produktion der Wiener Staatsoper im Ronacher. 2001 leitete er die Österreichische Erstaufführung der Oper Satyagraha von Philip Glass und Constance DeJong im Festspielhaus St. Pölten. Dieses Werk beschreibt die frühen Jahre Gandhis in Südafrika und die Entwicklung des gewaltlosen Widerstand, der Satyagraha.
Es gibt zahlreiche Tondokumente der Arbeit von Peter Keuschnig, insbesondere als Rundfunkaufnahmen, aber auch als CDs. Von 1975 bis 1983 fungierte er als Präsident der IGNM-Sektion Österreich. Er unterrichtete an der Universität für Musik und darstellende Kunst und seit 1996 am Konservatorium der Stadt Wien.
Der Dirigent ist seit 1969 mit der Schauspielerin Marianne Chappuis verheiratet, die in mehreren seiner Konzerte als Sprecherin mitwirkte. Sein Bruder Rainer Keuschnig (geb. 1944) ist Pianist und unterrichtet ebenfalls an der Universität für Musik und darstellende Kunst in Wien.

## Aufnahmen (Auswahl)
- Hans Erich Apostel: Requiem für achtstimmigen Chor
- Max Brand: Maschinist Hopkins, Gesamtaufnahme, ORF
- Gerald Resch: Ein Garten. Pfade, Die Sich Verzweigen, Ensemble Kontrapunkte, 2012
- Karl-Ernst Sasse: Der Golem, Wie er in die Welt kam, Rundfunk-Sinfonieorchester Berlin
- Egon Wellesz: Persisches Ballett, Four Songs Of Return, Ensemble Kontrapunkte, 2010

## Schriften
- N. Matteis jun. als Ballettkomponist, Dissertation, Wien 1966

## Auszeichnungen
- dreifacher Alban Berg-Preisträger
- Ordre national du Mérite